# Aeroflot-Flug 763
Am 14. Oktober 1986 verunglückte auf dem Aeroflot-Flug 763 ein Regionalverkehrsflugzeug des Typs Let L-410M beim Start vom Flughafen Ust-Maja. Das Flugzeug überrollte die Startbahn und stürzte in den Fluss Aldan. Dabei kamen alle 14 Personen an Bord ums Leben, da sie die Türen der versinkenden Maschine nicht öffnen konnten. 

## Maschine
Bei der betroffenen Maschine handelte es sich um eine Let L-410M aus tschechoslowakischer Produktion. Die Maschine trug die Werksnummer 780905 und wurde im Jahr 1978 erstmals ausgeliefert. Die Let trug das Luftfahrzeugkennzeichen CCCP-67264. Das zweimotorige Regionalverkehrsflugzeug war mit zwei Turboprop-Triebwerken des Typs Walter M601A ausgestattet. 

## Passagiere und Gepäck
Es war eine zweiköpfige Besatzung an Bord, bestehend aus Kapitän und Erstem Offizier. Flugbegleiter waren auf diesem Regionalflug nicht vorgesehen. An Bord befanden sich 11 erwachsene Passagiere, ein Kind und 88 Kilogramm Gepäck. 

## Flugverlauf
Flug 763 bediente eine Strecke von Magan nach Allach-Jun mit einem Zwischenstopp in Ust-Maja. Der Flug nach Ust-Maja verlief ohne besondere Vorkommnisse. Die Besatzung arbeitete anschließend die Checkliste für den Weiterflug nach Allach-Jun ab. Bei der Überprüfung der Maschine für den Weiterflug gab es keine Beanstandungen, die Zuladung war nicht überschritten und auch beim Beladen wurde auf einen korrekten Schwerpunkt der Maschine geachtet.

## Unfallhergang
Beim Startlauf stockte nach dem Erreichen der Entscheidungsgeschwindigkeit und nur 1,8 Sekunden vor Erreichen der Abhebegeschwindigkeit das linke Triebwerk; es kam anschließend zu einem Flammabriss. Die Piloten brachten die Propeller dieses Triebwerks in die Segelstellung und erhöhten die Leistung des rechten Triebwerks auf 96 Prozent. Kurz darauf ließen sie die Maschine bei einer Geschwindigkeit von 160 km/h rotieren. Wegen der vorgenommenen Maßnahmen zum Schubausgleich nach dem Triebwerksausfall vergaßen die Piloten, nach dem Abheben das Fahrwerk einzufahren.
In einer Höhe von etwa 10 Metern schwenkte das Flugzeug nach links. Am Ende der Landebahn näherte sich die Flugbahn Hindernissen in Form von 10–15 Meter hohen Bäumen in einem Abstand von 80 Metern hinter dem Landebahnende. Innerhalb von sechs Sekunden nach dem Abheben stieg die Fluggeschwindigkeit zunächst auf 164 km/h und wurde dann innerhalb der darauffolgenden 9 Sekunden wieder auf 120 km/h reduziert. Dies erfolgte vermutlich aufgrund eines Versuchs der Besatzung, einer Kollision mit Hindernissen zu umgehen. Den Piloten gelang es, die Maschine auf 40 bis 50 Meter steigen zu lassen, danach konnte die Maschine jedoch mit nur einem in Betrieb befindlichen Triebwerk ihre Flughöhe nicht halten, die Fluggeschwindigkeit sank auf 140 km/h.
Gleichzeitig kommt es bei Flugzeugen des Typs L-410MU in Startkonfiguration mit einer asymmetrischen Triebwerksleistung bei einer Fluggeschwindigkeit von weniger als 160 km/h zu einem Verlust der Steuerbarkeit aufgrund der fehlenden vollständigen Umströmung des Seitenruders zum Ausgleichen des Drehmoments. Das Flugzeug befand sich in einer unkoordinierten Linkskurve bei einem hohen Anstellwinkel über der Wasseroberfläche des Aldan-Flusses, während sich seine Vertikalgeschwindigkeit von 0,7 auf 1,1 Meter pro Sekunde änderte und die Fluggeschwindigkeit laut den Anzeigen von 125 auf 90 km/h abnahm. Die Piloten versuchten noch, die Fluggeschwindigkeit zu erhöhen, was jedoch nur die Sinkgeschwindigkeit der Maschine erhöhte.
Es kam 119 Sekunden nach dem Start in einer Höhe von 5 bis 10 Metern über dem Fluss Aldan zu einem Strömungsabriss. Das Flugzeug stürzte in 270 Metern Entfernung vom Flussufer ins Wasser. 
Aufgrund des hohen Wasserdrucks konnten die Insassen die Türen der Let L-410 nicht öffnen. Die Maschine versank innerhalb von zwei bis drei Minuten im Fluss.

## Bergung und Unfalluntersuchung
Als 6 Minuten nach dem Absturz Rettungsmannschaften am Absturzort eintrafen, fanden sie keine Spur des Flugzeugs. Die Rettungsmannschaften verfügten zudem über keine Boote, um Menschen aus dem Wasser zu retten. Auch weitere notwendige technische Ausrüstung für Rettungs- und Evakuierungsarbeiten war nicht vorhanden. Motorboote, Schiffe der Flussflotte und ein Hubschrauber Mi-8 führten die Suche nach dem Wrack durch. Das Wrack wurde am Tag darauf, 31 Stunden nach dem Versinken, gehoben. Die Unfallopfer wurden nach der Bergung gerichtsmedizinisch untersucht. Da sie keine nennenswerten äußeren Verletzungen aufwiesen, gingen die Ermittler davon aus, dass sie zum Zeitpunkt des Unfalls alle angeschnallt waren. Die Todesursache war bei allen Opfern Tod durch Ertrinken.